# Teiofytalia
Teiofytalia, Theiophytalia – dinozaur z grupy iguanodontów.

## Nazwa
Theiophytalia powstała z połączenia greckich theoi- bogowie, phyton- rośliny, wegetacja (odnoszące się do ogrodu), połączonych z łacińskim al i końcówką ia. Nazwa ta oznacza Ogród bogów, park niedaleko Colorago Springs.
Z kolei epitet gatunkowy kerri upamiętnia Jamesa Kerra, który odnalazł pierwszą czaszkę.

## Pożywienie
rośliny

## Odkrycie
Historia odkryć tego zwierzęcia sięga 1878 roku, kiedy to James Kerr w Ogrodzie bogów niedaleko miasta Colorado Springs w Ameryce Północnej odnalazł pierwszą czaszkę. W 1909 Othniel Charles Marsh, jeden z najbardziej znanych badaczy skamielin dinozaurów, opisał gatunek jako Camptosaurus amplus. Natomiast Charles W. Gilmore użył czaszkido rekonstrukcji szkieletu kamptozaura, zakładając, iż znalezisko pochodzi z późnojurajskiej formacji Morrison.
Dokładniejsze badania pokazały jednak, iż odkrycie naprawdę należy przypisać formacji Purgatoire, pochodzącej z dolnej kredy. Najnowsze badania przeprowadzone przez Billa i Carpentera w roku 2006 pokazały, że czaszka różni się wieloma szczegółami od typowej czaszki kamptozaura.

## Opis
Prawdopodobnie przypominająca kamptozaura, różna od niego niektórymi szczegółami budowy czaszki.

## Gatunki
- T. kerri